# الماذن (البيضاء)
الماذن هي إحدى قرى الجمهورية اليمنية. وهي تتبع جغرافيًا لمحافظة البيضاء. وإداريًا لمديرية مكيراس. يبلغ تعداد سكانها 1308 نسمة حسب الإحصاء الذي جرى عام 2004.